# Camren Bicondova
Camren Renee Bicondova (San Diego, California; 22 de mayo de 1999) es una bailarina, modelo y actriz estadounidense. Es más conocida por formar parte del grupo de baile estadounidense 8 Flavahz y por interpretar a Selina Kyle en la serie de televisión Gotham.
La actriz Camren Bicondova aparece en el video musical Enjoy the Ride,es un sencillo de la banda estadounidense de música electrónica  Krewella.

## Carrera y vida personal
Bicondova alcanzó la fama cuando fue descubierta por Chris Stokes y formó parte del elenco en su musical-drama llamado Battlefield America.
En 2012, el crew en el que participó, 8 Flavahz, pasó a tener el segundo puesto en la temporada 7 de America's Best Dance Crew.
En 2014, fue contratada para interpretar a una joven Selina Kyle (Catwoman) en la serie televisiva Gotham.

## Filmografía
| Año  | Título              | Papel    | Nota    |
| ---- | ------------------- | -------- | ------- |
| 2012 | Battlefield America | Prissy   | Musical |
| 2013 | Girlhouse           | Chica #1 |         |

| Año       | Título                    | Papel                  | Notas                                |
| --------- | ------------------------- | ---------------------- | ------------------------------------ |
| 2011      | Shake It Up               | Fake Highlighter       | 1 episodio                           |
| 2011      | 2011 Kids' Choice Awards  | Bailarina              |                                      |
| 2012      | America's Best Dance Crew | Participante           | Temporada 7; como parte de 8 Flavahz |
| 2013      | 2013 Kids' Choice Awards  | Bailarina              | Con Pitbull y Christina Aguilera     |
| 2014-2019 | Gotham                    | Selina Kyle / Catwoman | Coprotagonista                       |

### Videos musicales
| Año  | Canción               | Artista           |
| ---- | --------------------- | ----------------- |
| 2012 | «Got Me Good»         | Ciara             |
| 2014 | «Enjoy the Ride»      | Krewella          |
| 2018 | «UNDERNEATH»          | Dana Vaughns      |
| 2021 | I’ve been here before | K.O.A             |
| 2021 | Undone                | James V. McMorrow |